# Diocese de Paramaribo
A Diocese de Paramaribo (em latim: Dioecesis Paramariboënsis; em holandês: Bisdom Paramaribo) é uma diocese da Igreja Católica Apostólica Romana sediada na capital do Suriname, Paramaribo. Tem sua origem em 22 de novembro de 1817, quando foi criada a prefeitura apostólica da Guiana Inglesa–Guiana Holandesa, sendo sufragânea, desde então, da Arquidiocese de Port of Spain, em Trindade e Tobago.
A então prefeitura apostólicas de Paramaribo foi elevada à condição de vicariato apostólico em 12 de setembro de 1842 e à condição de diocese apenas em 7 de maio de 1958. Por ser a única diocese católica romana em todo o Suriname, o seu território pastoral se estende por todos os 163 mil quilômetros quadrados do país sul-americano.
Seu atual bispo é Dom Karel Marinus Choennie, surinamês nato que dirige a diocese desde 2016.

## História

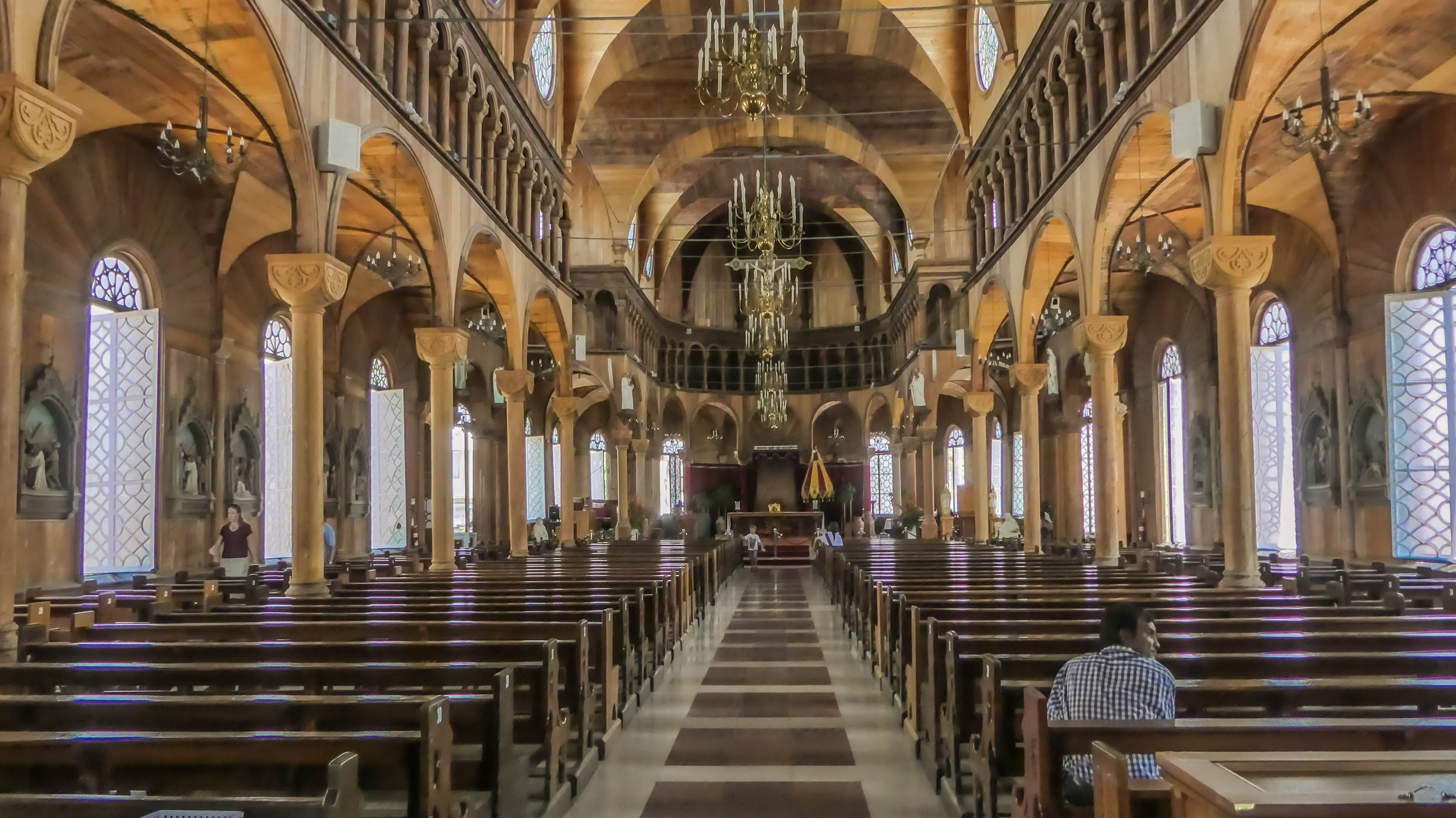
Interior da Catedral Basílica de São Pedro e São Paulo em Paramaribo, uma das maiores igrejas inteiramente de madeira no mundo.

Em 1817, a atual diocese recebeu o status de prefeitura apostólica e em 1852 tornou-se vicariato apostólico, tendo Jacobus Grooff como o primeiro vigário apostólico. Em 1865, o papa Pio IX atribuiu a missão no Suriname ao ramo holandês dos Redentoristas e, a partir de então, todos os vigários missionários do país eram membros desta congregação. 
Um dos sacerdotes redentoristas mais conhecidos que serviu como missionário no Suriname é Petrus Donders, que trabalhou em um leprosário.
Já em 1958, o Vicariato Apostólico foi elevado à condição diocese de pleno direito, sendo o primeiro bispo Stephanus Kuijpers. A partir de então o Suriname é oficialmente uma área de missão e a igreja São Pedro e São Paulo, em Paramaribo, tornou-se uma catedral, por ser a sede da nova diocese.

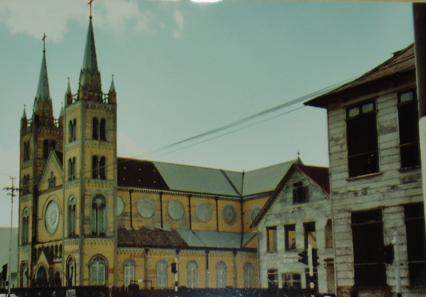
A catedral basílica de Paramaribo em reforma no verão de 2002.

Segundo dados da Igreja Católica no país, há aproximadamente 97 mil católicos romanos no Suriname, o que representa aproximadamente 23% da população. A diocese está dividida em 30 paróquias e 116 estações missionárias.

## Bispos

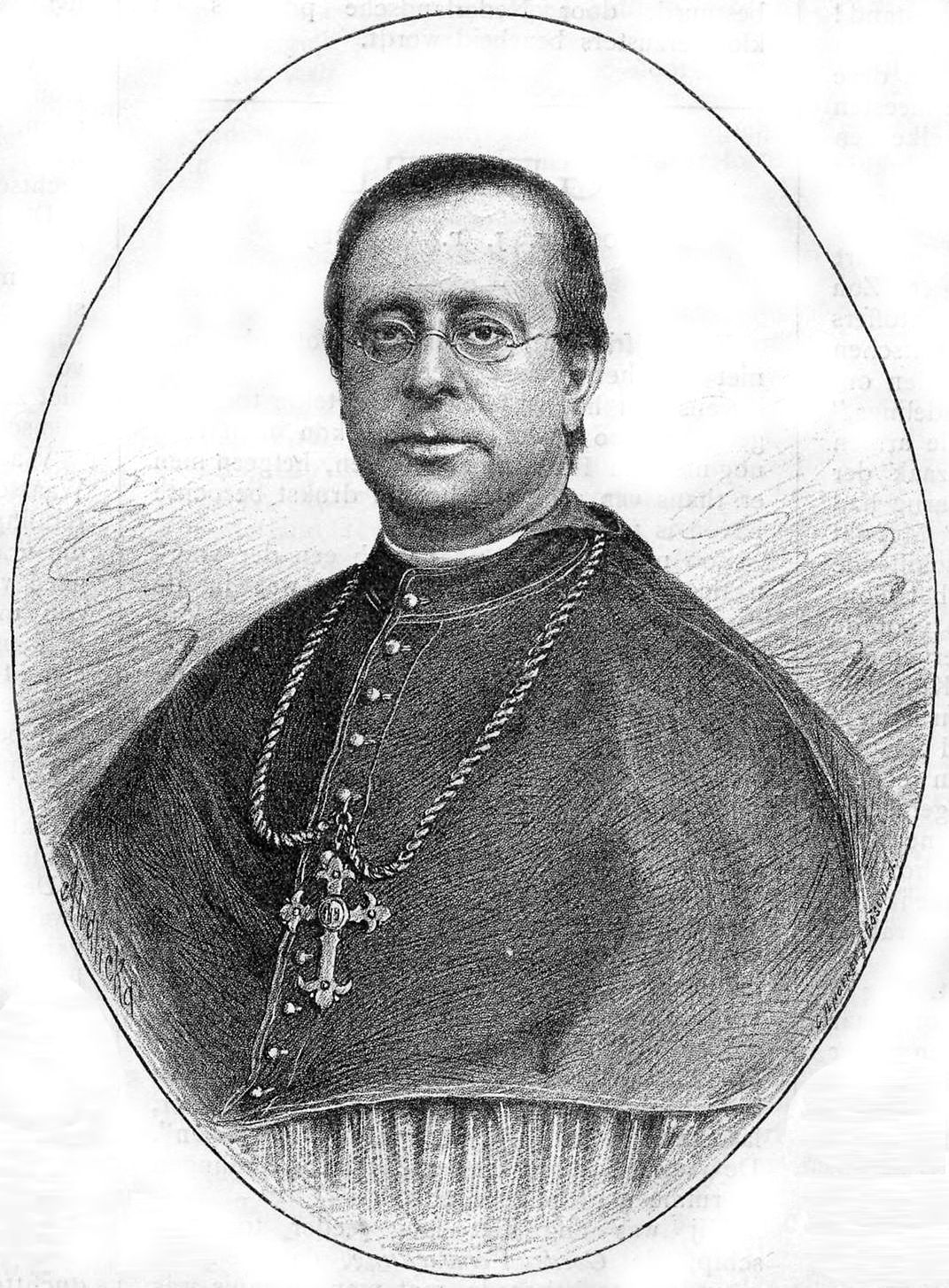
Wilhelmus Wulfingh, vigário apostólico na Guiana Holandesa entre 1889 a 1906.

| Prefeitos apostólicos na Guiana Holandesa | Prefeitos apostólicos na Guiana Holandesa |
| ----------------------------------------- | ----------------------------------------- |
| 1817-1823                                 | Paulus Antonius Wennekers                 |
| 1825-1826                                 | Martinus van der Weijden                  |
| 1826-1842                                 | Jacobus Grooff                            |
| 1842-1846                                 | Jacobus Gerardus Schepers                 |
| Vigários apostólicos na Guiana Holandesa  |                                           |
| 1847-1852                                 | Jacobus Grooff                            |
| 1852-1863                                 | Jacobus Gerardus Schepers                 |
| 1865-1875                                 | Joannes Baptista Swinkels                 |
| 1876-1889                                 | Johannes Schaap                           |
| 1889-1906                                 | Wilhelmus Wulfingh                        |
| 1907-1910                                 | Jacobus Cornelius Meeuwissen              |
| 1911-1943                                 | Theodorus van Roosmalen                   |
| 1946-1958                                 | Stephanus Kuijpers                        |
| Bispos diocesanos de Paramaribo           |                                           |
| 1958-1971                                 | Stephanus Kuijpers                        |
| 1971-2003                                 | Aloysius Zichem                           |
| 2004-2014                                 | Wilhelmus de Bekker                       |
| 2015-presente                             | Karel Marinus Choennie                    |